# Asesinato de Isaac Rabin
El asesinato de Isaac Rabin tuvo lugar el 4 de noviembre de 1995 (12 de Jeshván de 5756 en el calendario hebreo) a las 21:30, al final de una concentración en apoyo de los Acuerdos de Oslo en la Plaza de los Reyes de Israel en Tel Aviv. El asesino, un ultranacionalista israelí llamado Yigal Amir, se opuso radicalmente a la iniciativa de paz de Rabin y particularmente a la firma de los Acuerdos de Oslo.

## Contexto

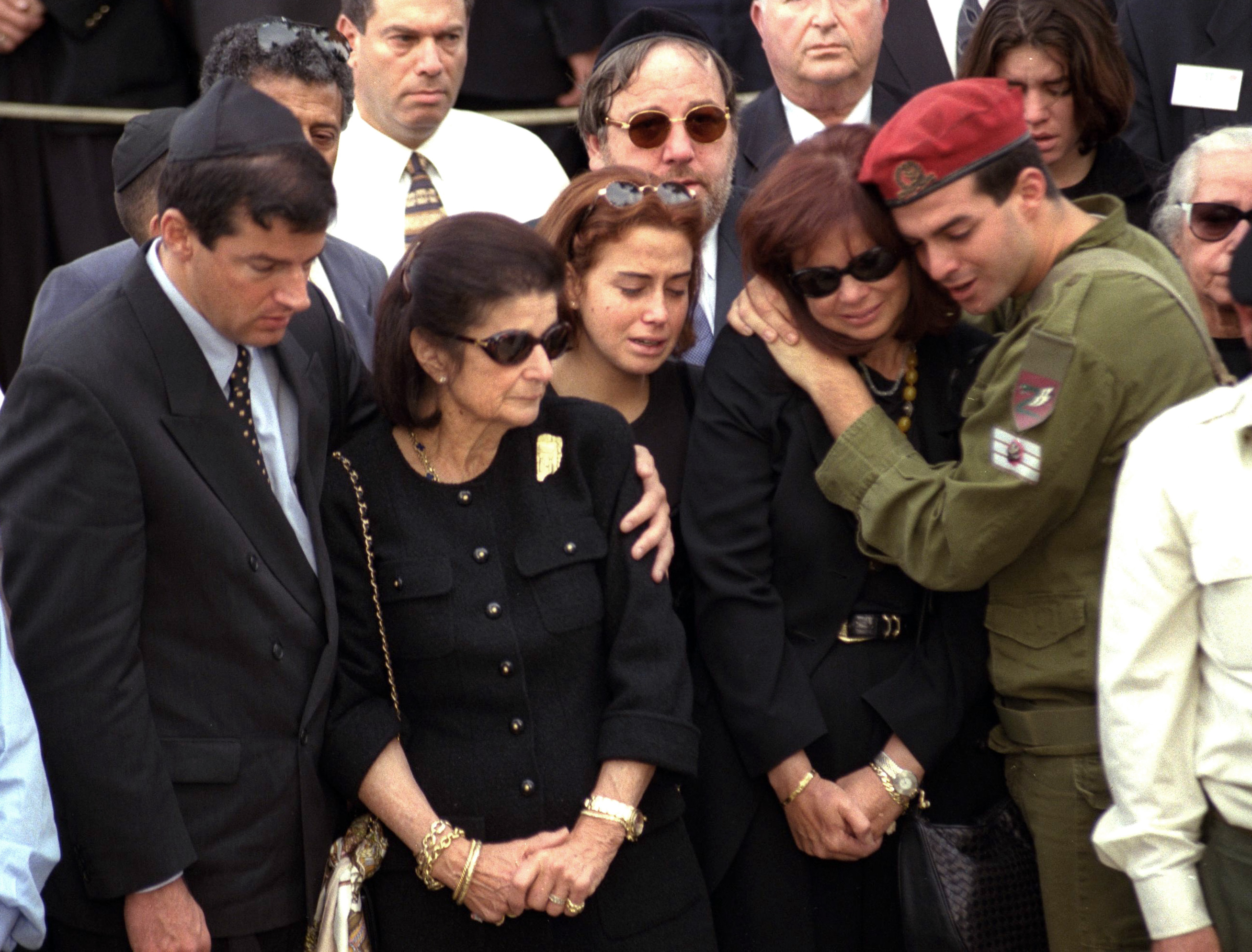
La familia de Isaac Rabin en su funeral.

El asesinato del primer ministro y ministro de defensa israelí, Isaac Rabin, fue en la culminación de una manifestación contra la violencia y en apoyo del proceso de paz de Oslo. Rabin fue menospreciado personalmente por los conservadores de derecha y los líderes del Likud que percibieron el proceso de paz como un intento de perder los territorios ocupados y una capitulación ante los enemigos de Israel.
Los conservadores religiosos nacionales y los líderes del partido Likud creían que retirarse de cualquier tierra "judía" era herejía. El líder del Likud y futuro primer ministro, Benjamin Netanyahu, acusó al gobierno de Rabin de estar "alejado de la tradición judía y de los valores judíos". Los rabinos de derecha asociados con el movimiento de los colonos prohibieron las concesiones territoriales a los palestinos y prohibieron a los soldados de las Fuerzas de Defensa de Israel evacuar a los colonos judíos en virtud de los acuerdos. Algunos rabinos proclamaron din rodef, basado en una ley judía tradicional de autodefensa, contra Rabin personalmente, argumentando que los Acuerdos de Oslo pondrían en peligro la vida de los judíos.
Las manifestaciones organizadas por Likud y otros grupos de derecha presentaron representaciones de Rabin en un uniforme de las SS nazis, o en la mira de un arma. Los manifestantes compararon el partido laborista con los nazis y a Rabin con Adolf Hitler y corearon: "Rabin es un asesino" y "Rabin es un traidor". En julio de 1995, Netanyahu dirigió una falsa procesión fúnebre con un ataúd y una soga en un mitin anti-Rabin donde los manifestantes corearon "Muerte a Rabin". El jefe de seguridad interna, Carmi Gillon, alertó a Netanyahu de un complot sobre la vida de Rabin y le pidió que moderara la retórica de las protestas, lo que Netanyahu se negó a hacer. Netanyahu negó cualquier intención de incitar a la violencia.
Rabin desestimó tales protestas o las calificó de chutzpah. Según Gillon, Rabin rechazó sus solicitudes de usar un chaleco antibalas y prefirió no usar el vehículo blindado que le otorgó. Los partidarios de la izquierda organizaron manifestaciones en favor de la paz en apoyo de los Acuerdos de Oslo. Fue después de una de esas reuniones en Tel Aviv que tuvo lugar el asesinato.

### Yigal Amir ydin rodef

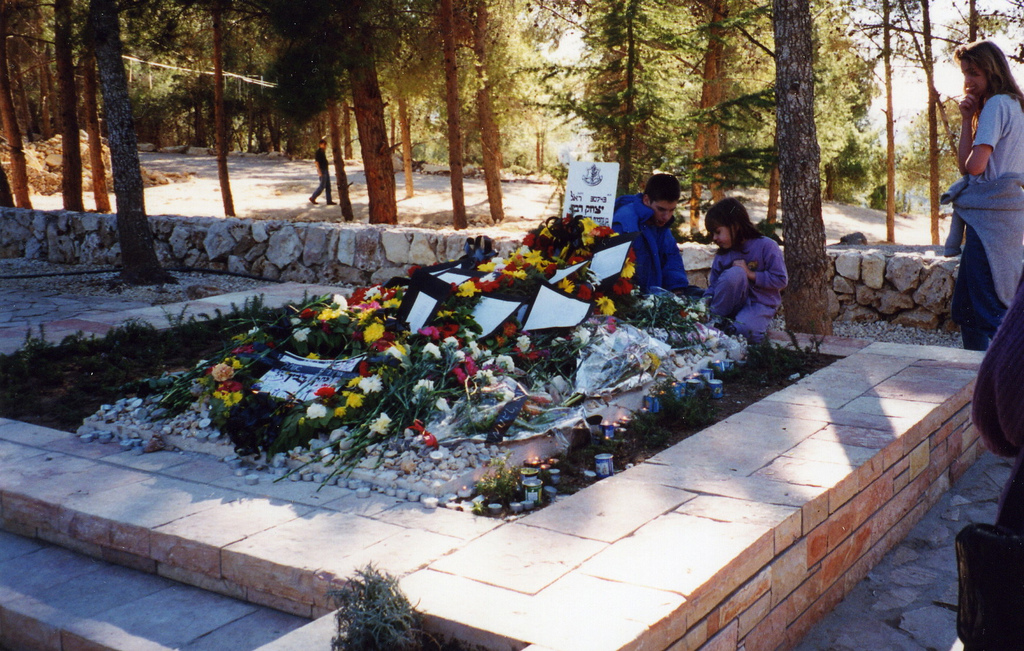
Tumba de Itzjak Rabin, diciembre de 1995.

El asesino era Yigal Amir, un exalumno de Hesder de 25 años, estudiante de derecho en la Universidad Bar-Ilan y fanático de extrema derecha. Amir se había opuesto enérgicamente a la iniciativa de paz de Rabin, particularmente la firma de los Acuerdos de Oslo, porque sentía que una retirada israelí de Cisjordania negaría a los judíos su "herencia bíblica que habían reclamado mediante el establecimiento de asentamientos". Amir había llegado a creer que Rabin era un rodef, lo que significa un "perseguidor" que ponía en peligro la vida judía. El concepto de din rodef ("ley del perseguidor") es parte de la ley judía tradicional. Amir creía que estaría justificado bajo din rodef para eliminar a Rabin como una amenaza para los judíos en los territorios.
En los asentamientos israelíes, se distribuyeron panfletos que debatían la validez de aplicar din rodef y din moser ("ley del informante") a Rabin y los Acuerdos de Oslo en las sinagogas. Ambos llevaban una sentencia de muerte según la ley tradicional halájica. Hubo desacuerdo entre los sionistas religiosos sobre si Amir alguna vez obtuvo la autorización de un rabino para llevar a cabo el asesinato de Rabin. Su padre luego dijo que en los meses previos al asesinato, Amir repetidamente dijo "que el primer ministro debía ser asesinado porque se emitió un din rodef contra él". Durante su juicio posterior, Amir declaró: "Actué de acuerdo con el din rodef. No fue un acto personal, solo quería que [Rabin] fuera removido de su cargo".
Por sus actividades radicales, el servicio de seguridad interna israelí (Shin Bet) había llamado la atención de Yigal Amir, pero la organización solo tenía información sobre el intento de Amir de crear una milicia antiárabe, no sobre comentarios sobre el asesinato de Rabin, que él abiertamente había declarado a varias personas. La organización ignoró otro incidente que describía los comentarios de Amir a un compañero de clase acerca de declarar en video antes de un intento anterior y abortado de su vida como "no creíble". La fuente se negó a nombrar a Amir por su nombre, sino que lo describió como un "chico yemení bajo con cabello rizado".

## Tiroteo

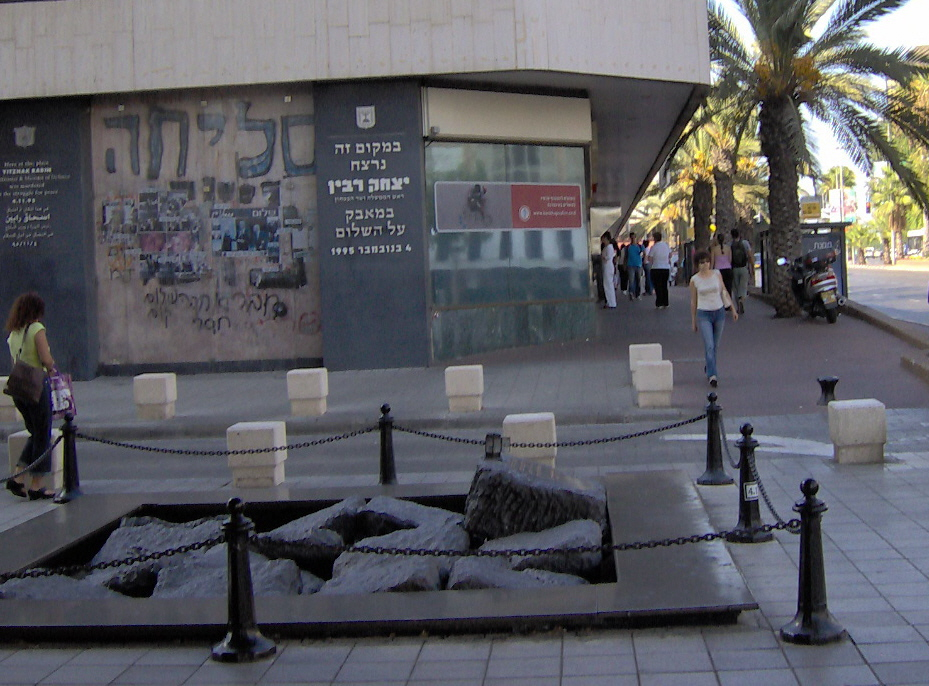
El lugar del asesinato: la calle Solomon Ibn Gabirol entre el Ayuntamiento de Tel Aviv y Gan Ha'ir (en la parte posterior). El monumento está compuesto de rocas rotas, que representan el terremoto político que representa el asesinato.

Después del discurso, Rabin bajó los escalones del ayuntamiento hacia la puerta abierta de su automóvil, momento en el que Amir disparó tres veces a Rabin con una pistola semiautomática Beretta 84F. Fue inmediatamente sometido por los guardaespaldas de Rabin y arrestado con el arma homicida. El tercer disparo falló a Rabin y dio en el guardia de seguridad, Yoram Rubin, quién fue ligeramente herido.
Rabin fue trasladado de urgencia Hospital Ichilov en el Centro Médico Sourasky de Tel Aviv, donde murió en la mesa de operaciones desangrado y por un pulmón perforado en 40 minutos. El jefe de la oficina de Rabin, Eitan Haber, anunció fuera de las puertas del hospital: 

El gobierno de Israel anuncia con consternación, con gran tristeza y profundo dolor, la muerte del primer ministro y ministro de defensa, Isaac Rabin, asesinado, esta noche en Tel Aviv. El gobierno se reunirá en una hora para una sesión de duelo en Tel Aviv. Bendito sea su recuerdo.

En el bolsillo de Rabin había una hoja de papel manchada de sangre con la letra de la conocida canción israelí "Shir LaShalom" ("Canción por la paz"), que se cantó en el discurso y habla sobre la imposibilidad de traer de vuelta a la vida a una persona muerta y, por lo tanto, a la necesidad de paz.

## Funeral de Rabin
El funeral de Rabin tuvo lugar el 6 de noviembre, dos días después del asesinato, en el cementerio Monte Herzl en Jerusalén, donde Rabin fue enterrado más tarde. Cientos de líderes mundiales, incluidos unos 80 jefes de Estado, asistieron al funeral. El presidente de los Estados Unidos, Bill Clinton, el rey Huséin de Jordania, la reina Beatriz de los Países Bajos, el primer ministro ruso Víktor Chernomyrdin, el primer ministro español y el presidente en ejercicio del Consejo Europeo Felipe González, el primer ministro de Canadá, Jean Chrétien, el primer ministro israelí interino y ministro de Relaciones Exteriores, Shimon Peres, el secretario general de las Naciones Unidas, Butros Butros-Ghali, el presidente egipcio, Hosni Mubarak, presidente de la República del Congo Denis Sassou-Nguesso y el presidente de Israel Ezer Weizman estuvieron entre los presentes.
Un día conmemorativo nacional para Rabin se estableció en la fecha de su muerte de acuerdo con el calendario hebreo.[cita requerida]

## Impacto social

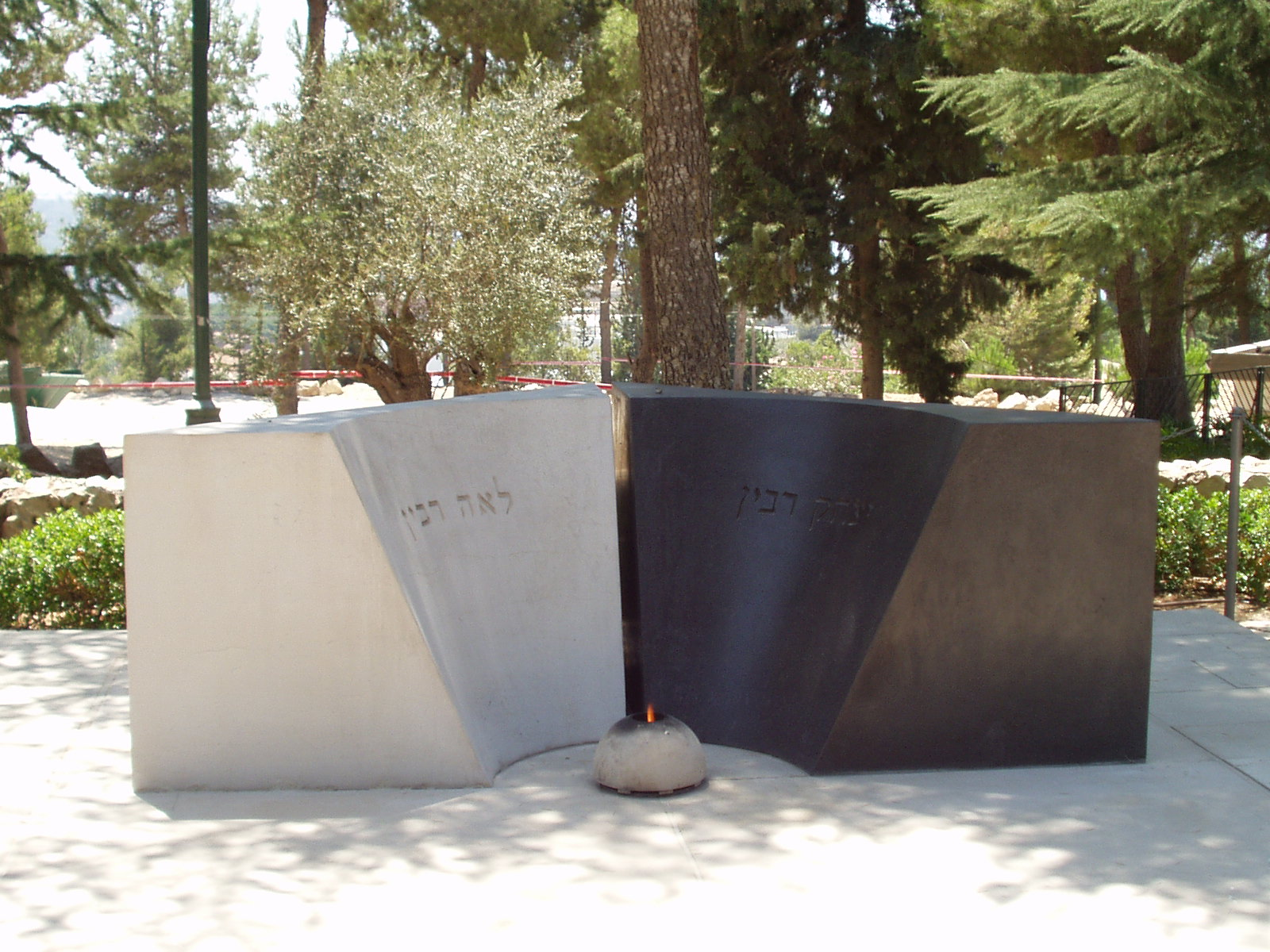
La tumba de Isaac y Leah Rabin en el monte Herzl.

El asesinato de Rabin fue un shock para el público israelí. Hubo manifestaciones y memoriales cerca de la Plaza de los Reyes de Israel, más tarde rebautizada como Plaza Rabin en su honor, así como cerca de la casa de Rabin, el edificio de la Knéset y la casa del asesino. Muchas otras calles y edificios públicos de todo el país también recibieron el nombre de Rabin.[cita requerida]
El asesinato ha sido descrito como emblemático de una kulturkampf ("lucha cultural") entre las fuerzas religiosas derechistas y seculares de izquierda dentro de Israel. Ilan Peleg, del Instituto del Medio Oriente, describió el asesinato de Rabin como "reflejando una profunda división cultural dentro del cuerpo político de Israel, íntimamente conectado con el proceso de paz" que ilustra que ambos aumentaron la polarización y conflicto político en el país.
El 28 de marzo de 1996, la Comisión Shamgar emitió su informe final sobre el asesinato. Fue crítico con Shin Bet por poner en riesgo al Primer Ministro e ignorar las amenazas a su vida por parte de los extremistas judíos.